# 速弾き
速弾き（はやびき）とはギター等における演奏の様態、あるいは演奏技術のひとつ。

## 概説
単に「速弾き」と言った場合はギター、特にロックにおけるエレクトリックギターの速弾きを指すことが多い。カントリー・ミュージック、ブルーグラス、ジャズ、ロックやヘヴィ・メタルなどといった即興性の高い音楽で演奏家がインプロビゼーションを行う際、自身の演奏技術をアピールし演奏のクライマックスを演出するために披露する場合が多い。狭義では、ギターをフル・ピッキング（すべての音をピックまたは指ではじいて音を出すこと）で素速いパッセージを弾くことを意味する。それによりタッピングやレガート、スウィープなどと区別する意味合いがあるものと思われる。ただし明確な定義が存在するわけではない。
速弾きはピアノやヴァイオリン、ベース、バンジョーといった楽器にも見ることはできる。ただし、ヴァイオリンやピアノはクラシック音楽に使用される場合が多くその際には既存の楽譜に基づいて演奏されるため、ある場面で素速い演奏が登場することはあらかじめ決まっていることが多くそれを指して特に「速弾き」と言われることは少ない。津軽三味線などの曲弾きの一部も、速弾きと表現されたりする。

## ロックギターにおける速弾きの歴史
ロックはブルースやカントリーをベースとして生まれてきたため、初期のロックギタリストの速弾きはそれらの音楽に特有のテクニックが背景になっている場合が多い。チョーキングやハンマリング・オンやトリルを組み合わせ、素速く弾くことによりスピード感を生み出すというものである。1960年代以降ではエリック・クラプトン、ジミ・ヘンドリックス、アルヴィン・リー、ジェフ・ベックなどがブルースやカントリーをベースにした速弾きギタリストの代表例である。
1970年前後になるとリッチー・ブラックモアに代表されるクラシック系のテクニックを備えたロックギタリストが登場し、ロックにおける速弾きの概念が大きく変化した。クラシックは歴史が古く演奏技術の熟成度も高いため、短時間に数多くの音を弾き出すことに関してはブルースやカントリーの比ではない部分があるためである。
1970年代後半に登場したエドワード・ヴァン・ヘイレン、1980年代初頭に登場したイングヴェイ・マルムスティーンなど速弾きを看板とするギタリストが次々に現れ、速弾きのテクニックもそのたびに大きく進化を遂げていった。
ギターの速弾きはその巧拙が誰にでも分かりやすいため、より速く演奏できることがロックギタリストの価値と見なされる傾向があった。特にハード・ロックやヘヴィ・メタルなどでその傾向が強かった。これらのジャンルが全盛を極めた1980年代前後、ギターの速弾きは何より重視される傾向にあった。